# درخت چوب سندل (فیلم)
درخت چوب سندل (انگلیسی: The Tree of Wooden Clogs) که در ایران با نام درخت تنگدستی هم شناخته می‌شود، فیلمی به کارگردانی ارمانو اولمی است که در سال ۱۹۷۸ منتشر شد. از بازیگران آن می‌توان به برگامو و کارلو روتا اشاره کرد. این فیلم در همین سال برنده نخل طلایی جشنواره فیلم کن شده‌است.
در جشنواره بنیاد فیلم آمریکا در سال ۲۰۰۷ آل پاچینو از این فیلم به عنوان یکی از بهترین فیلم های عمرش یاد کرد.